# Sarah Rose Etter
Sarah Rose Etter (Norristown, ...) è una scrittrice statunitense.

## Biografia
Nata e cresciuta a Norristown, Pennsylvania, vive e lavora a Los Angeles.
Ha conseguito un Bachelor of Arts in Inglese all'Università statale della Pennsylvania e un Master of Fine Arts in Narrativa al Rosemont College.
Ha esordito nella narrativa nel 2011 con gli 8 racconti contenuti nella raccolta Tongue Party e nel 2019 ha dato alle stampe il suo primo romanzo, Il libro di X al quale ha fatto seguito nel 2023 Qui non c'è niente per te, ricordi?.
Suoi interventi e racconti sono apparsi in riviste quali Electric Literature, Vice e Time.

## Opere

### Romanzi
- Il libro di X (The Book of X, 2019), Napoli, Pidgin, 2021 traduzione di Stefano Pirone ISBN 978-88-85540-17-0.
- Qui non c'è niente per te, ricordi? (Ripe, 2023), Roma, La Nuova Frontiera, 2024 traduzione di Lorenzo Medici ISBN 978-88-8373-469-4.

### Raccolte di racconti
- Tongue Party (2011)

## Premi e riconoscimenti

### Vincitrice
Atwood Gibson Writers' Trust Fiction Prize
- 2019 nella categoria "Miglior romanzo" con Il libro di X[10]